# Festival international du film d'animation d'Annecy 2011
Le Festival international du film d'animation d'Annecy 2011, 35e édition du festival, s'est déroulé en juin 2011.

## Jury

### Courts métrages
| Nom                | Qualité      | Nationalité |
| ------------------ | ------------ | ----------- |
| Aleksandra Korejwo | réalisatrice | Pologne     |
| Adam Pesapane      | réalisateur  | États-Unis  |
| Regina Pessoa      | réalisatrice | Portugal    |

### Longs métrages
| Nom               | Qualité     | Nationalité |
| ----------------- | ----------- | ----------- |
| Yoshihiro Shimizu | producteur  | Japon       |
| Mathias Malzieu   | réalisateur | France      |
| Marc du Pontavice | producteur  | France      |

### Films de fin d'études
| Nom                 | Qualité     | Nationalité |
| ------------------- | ----------- | ----------- |
| Matthew O'Callaghan | réalisateur | États-Unis  |
| David Sproxton      | producteur  | Royaume-Uni |
| Will Vinton         | réalisateur | États-Unis  |

### Films de télévision et de commande
| Nom                | Qualité                               | Nationalité |
| ------------------ | ------------------------------------- | ----------- |
| Tapaas Chakravarti | producteur                            | Inde        |
| Laurence Blaevoet  | Directrice du pôle jeunesse de Canal+ | France      |
| Lucineh Kassarjian | Directrice artistique                 | Arménie     |

## Intervenants
- Jean-Jacques Beineix et Stan et Vince pour L'Incroyable Laboratoire d'images no 2
- Catherine Cuenca pour Speed dating auteurs graphiques et littéraires

### Conférence
- Enzo D'Alò et Guillaume Ivernel pour Longs métrages : 4 études de cas
- Julien Borde, Eleanor Coleman, Michael Hirsh, Samuel Kaminka, et Orion Ross pour L'émergence des plateformes de diffusion numérique
- Laurent Alt, Zoé Carrera Allaix, Stéphane Donikian, Chris Edwards, et Frank Vitz pour Outils & pratiques innovantes
- Andy Blazdell, Thomas Dorval, Bruno Gaumétou, Florent Heitz, Jean-Pierre Quenet, et Arnaud Réguillet pour Préproduction & postanimation : optimiser la chaîne de fabrication
- Andy Blazdell, Thomas Dorval, Bruno Gaumétou, Florent Heitz, Warren Franklin, Petter Lindblad, Madhavan A.k., Anthony Roux, et Jean-Michel Spiner pour Préproduction & postanimation : optimiser la chaîne de fabrication
- Anthony Bloor, Patrick Giusiano, Mickaël Nauzin, et Nicolas Scapel pour VFX & animation

### Making-of
- Sam Register pour Warner Animation au XXIe siècle
- Carlos Saldanha pour Rio
- Hal Hickel pour le making of de Rango
- Bill Plympton, pour Le Monde de l'animation selon Bill
- Leiji Matsumoto pour Leiji Matsumoto, chevalier de l'éternité
- Enrico Casarosa, Carlos Saldanha, Kevin Deters, Stevie Wermers-Skelton et Dorothy McKim pour Les Courts de Studio (making-of de La Luna, Hawaiian Vacation, Scrat's Continental Crack Up, La Ballade de Nessie)

### Présentations de futures œuvres
- Peter Lord pour Mission : Noël
- Didier Brunner, Daniel Pennac et Benjamin Renner pour Ernest et Célestine
- Shinji Aramaki, Joseph Chou, Yoshiyuki Ikezawa et Leiji Matsumoto pour Albator, le corsaire de l'espace
- Virginie Besson-Silla et Mathias Malzieu (EuropaCorp) pour La Mécanique du cœur

## Films sélectionnés

### Courts-métrages
| Titre                                     | Réalisation | Pays                                  |
| ----------------------------------------- | --- | ------------------------------------- |
| A Lost and Found Box of Human Sensation   | Martin Wallner et Stefan Leuchtenberg                                                                                          | Allemagne                             |
| A Morning Stroll                          | Grant Orchard | Royaume-Uni                           |
| Après moi                                 | Paul-Émile Boucher, Thomas Bozovic, Madeleine Charruaud, Dorianne Fibleuil, Benjamin Flouw, Mickaël Riciotti et Antoine Robert | France                                |
| Big Bang Big Boum                         | Blu | Italie                                |
| Birdboy                                   | Pedro Rivero et Alberto Vazquez                                                                                                | Espagne                               |
| Blind Date                                | Nigel Davies | Royaume-Uni                           |
| Chroniques de la poisse                   | Osman Cerfon | France                                |
| Clean Carousel                            | Andreas Bodker | Danemark                              |
| Conto do vento                            | Claudio Jordão et Nelson Martins                                                                                               | Portugal                              |
| Der Grosse Bruder                         | Jesús Pérez et Elisabeth Hüttermann                                                                                            | Suisse Allemagne                      |
| Dimanche                                  | Patrick Doyon | Canada                                |
| Domashnij Romans                          | Irina Litmanovich | Russie                                |
| Don't Tell Santa You're Jewish!           | Jody Kramer | Canada                                |
| Junk                                      | Kirk Hendry | Royaume-Uni                           |
| Kamene                                    | Katarina Kerekesova et Ivan Sebestova                                                                                          | Slovaquie                             |
| Kapitän Hu                                | Basil Vogt | Suisse                                |
| Kubla Khan                                | Joan Gratz | États-Unis                            |
| La Détente                                | Pierre Ducos et Bertrand Bey                                                                                                   | France                                |
| Les Ciseaux pointus                       | Laurent Foudrot | France                                |
| Luminaris                                 | Juan Pablo Zaramella | Argentine                             |
| Meska                                     | Timothy et Stephen Quay | Pologne                               |
| Meniscus                                  | Maria-Elena Doyle | Nouvelle-Zélande                      |
| Metel                                     | Maria Mouat | Russie                                |
| Millhaven                                 | Bartek Kulas | Pologne                               |
| Miss Daisy Cutter                         | Laen Sanches | France                                |
| Night Sounds                              | Jacob Stalhammar | Suède                                 |
| Nullarbor                                 | Alister Lockhart et Patrick Sarell                                                                                             | Australie                             |
| O Sapateiro                               | David Doutel et Vasco Sa | Portugal                              |
| Paths of Hate                             | Damian Nenow | Pologne                               |
| Pixels                                    | Patrick Jean | France                                |
| Pl.ink!                                   | Anne Kristin Berge | Norvège Pologne                       |
| Scarecrow                                 | Przemek Anusiwicz | Pologne                               |
| Schlaf                                    | Claudius Gentinetta et Frank Braun                                                                                             | Suisse                                |
| Sidewalk Scribble                         | Peter Lowey | Australie                             |
| Something Left, Something Taken           | Max Porter et Ru Kuwahata | États-Unis                            |
| Sudd                                      | Erik Rosenlund | Suède Danemark                        |
| Switez                                    | Kamil Polak | Pologne France Canada Suisse Danemark |
| Teatriños : Homenaxe ao mineral do repolo | Stephanie Dudley | Canada                                |
| The Monster of Nix                        | Rosto | Pays-Bas France Belgique              |
| The Waterwalk                             | Johannes Ridder | France                                |
| Viagem a Cabo Verde                       | José Miguel Ribeiro | Portugal                              |
| Xing                                      | Michael Naphan | Canada                                |
| Zbigniev's Cupboard                       | Magdalena Anna Osinska | Pologne Royaume-Uni                   |

### Longs métrages
| Titre                 | Réalisation                                                          | Pays            |
| --------------------- | -------------------------------------------------------------------- | --------------- |
| Chico et Rita         | Fernando Trueba, Javier Mariscal et Tono Errando                     | Espagne         |
| Colorful              | Keiichi Hara                                                         | Japon           |
| Den Kaempestore Bjorn | Esben Toft Jacobsen                                                  | Danemark        |
| Jib                   | Mi Sun Park, Eun Young Park, Ju-Yong Ban, Jae Ho Lee et Huyn-jin Lee | Corée du Sud    |
| L'Apprenti Père Noël  | Luc Vinciguerra                                                      | France          |
| Le Chat du rabbin     | Joann Sfar et Antoine Delesvaux                                      | France          |
| Sojunghan Nare Kkum   | Jae-hoon An et Hye-jin Han                                           | Corée du Sud    |
| The Tibetan Dog       | Masayuki Kojima                                                      | Chine Japon     |
| Une vie de chat       | Jean-Loup Felicioli et Alain Gagnol                                  | France Belgique |

### Séries TV
| Titre                          | Épisode                                   | Réalisation                                          | Pays                             |
| ------------------------------ | ----------------------------------------- | ---------------------------------------------------- | -------------------------------- |
| Angelina Ballerina             | Angelina's Indian Lunchtime               | Davis Doi                                            | Royaume-Uni                      |
| Angelo la Debrouille           | Qui a tué Monsieur Lapin                  | Chloé Miller                                         | France                           |
| Aqua Teen Hunger Force         | Rubberman                                 | Dave Willis                                          | États-Unis                       |
| Bob le bricoleur               | Night Time Scratch                        | Paul Sabella et Will Meugniot                        | Royaume-Uni                      |
| C'est du chinois               | Le Chat                                   | Isabelle Lenoble                                     | France                           |
| Captain Biceps                 | Le Mexicain                               | Pascal David                                         | France                           |
| Cloud Bread                    | -                                         | Jae Woon Jang                                        | Corée du Sud                     |
| Débil Starz                    | Blackchapel                               | Pierre Fernandez                                     | France                           |
| Diego et Ziggy                 | Double Diego                              | Virginie Jallot                                      | France                           |
| Dodu, o rapas de cartão        | O balao                                   | José Miguel Ribeiro                                  | Portugal                         |
| Eliot Kid                      | La Chasse au fantôme                      | Gilles Cazaux et Pascal Valdés                       | France                           |
| Gasp!                          | Fish Stick                                | Steve Moltzen                                        | Australie                        |
| Gaspard and Lisa               | The Big Bicycle Race                      | Kitty Taylor                                         | Royaume-Uni                      |
| Generator Rex                  | The Day That Everything Changed           | Samuel Montes                                        | États-Unis                       |
| Grand Nord                     | -                                         | Fred Remuzat                                         | France                           |
| Holymonks                      | -                                         | Luis Arizaga Rico                                    | Espagne                          |
| Horace in Slow Motion          | The Belly Dance                           | Luke Jurevicius                                      | Australie                        |
| Johnny Bravo Goes to Bollywood | -                                         | Van Partible                                         | Hong Kong Inde                   |
| Kaeloo                         | Si on jouait au prince charmant           | Rémi Chapotot et Antoine Rota                        | France                           |
| Kambu in Mystery Island        | Changing Weather                          | Hoon Im et Donghyuk Choi                             | Corée du Sud                     |
| Khomreh                        | -                                         | Ali Ahmadi                                           | Iran                             |
| KOAPP 3                        | Poslednij den termitei                    | Anatoly Tur                                          | Russie                           |
| Le Fond du bocal               | -                                         | Régis Vidal                                          | France                           |
| Le Petit Nicolas               | À la récré                                | Arnaud Bouron                                        | France Luxembourg Inde           |
| Le Petit Prince                | La Planète de l'oiseau de feu             | Pierre-Alain Chartier                                | France Luxembourg Inde Allemagne |
| Les Experts de l'archéologie   | Le Tracéologue                            | Joris Clerté, Pierre-Emmanuel Lyet et Marc Chevalier | France                           |
| Log Jam                        | Fishing, Wind et Eagle                    | Alexey Alexeev                                       | Hongrie                          |
| Oscar et Co                    | Poule de choc                             | Frédéric Martin et Tae-sik Shin                      | France Corée du Sud              |
| Petits Joueurs                 | -                                         | Bruno Collet                                         | France                           |
| Rita and Whatsit               | Going to School!                          | Jun Takagi                                           | Japon                            |
| SamSam                         | Mega Gino                                 | Tanguy de Kermel                                     | France                           |
| Sticks                         | Copper Cuppa                              | Greg et Myles Mcleod                                 | Royaume-Uni                      |
| T.U.F.F. Puppy                 | Puppy Love                                | Butch Hartman                                        | États-Unis                       |
| Tarbici a Marabu               | Tarbici                                   | Bara Dlouha                                          | République tchèque               |
| Le Monde incroyable de Gumball | La Quête                                  | Mic Graves et Ben Bocquelet                          | Royaume-Uni France               |
| Les Octonauts                  | Les Octonauts et les Algues Proliférantes | Darragh O'Connell                                    | Royaume-Uni                      |
| Zig et Sharko                  | Surprise partie                           | Olivier Jean-Marie                                   | France                           |

### Spéciaux TV
| Titre                   | Épisode               | Réalisation                            | Pays       |
| ----------------------- | --------------------- | -------------------------------------- | ---------- |
| Das Bild der Prinzessin | -                     | Johannes Weiland et Klaus Morschheuser |            |
| Robot Chicken           | Star Wars Episode III | Chris McKay                            | États-Unis |

### Films éducatifs, scientifiques ou d'entreprise
| Titre                            | Réalisation         | Pays                 |
| -------------------------------- | ------------------- | -------------------- |
| Afonso Henriques, o primeiro rei | Pedro Lino          | Portugal Royaume-Uni |
| Comment nourrir tout le monde ?  | Denis Van Waerebeke | France               |
| Écoland - La Bulle               | Denis Van Waerebeke | France               |
| Switch Today                     | Arjun Rihan         | États-Unis           |

### Films publicitaires
| Produit/Marque        | Titre                          | Réalisation                | Pays                   |
| --------------------- | ------------------------------ | -------------------------- | ---------------------- |
| Biodiversity          | -                              | Toon Loenders              | Belgique               |
| Canal J               | Royaume du gnagnagna           | Olivier Jeannel            | France                 |
| Cartoon Network       | Riverdance et Scottish         | Alexey Alexeev             | Hongrie                |
| Citroën C3            | The Face                       | Peter Sluszka              | États-Unis             |
| Comparethemarket.com  | Streets of Ambitousness        | Darren Walsh               | Royaume-Uni            |
| Darty                 | 36 000 solutions               | JACK (animation)           | France                 |
| Frito-Lay             | And Then There Was Salsa       | Nicholas Weigel            | États-Unis             |
| Gaz naturel           | -                              | Olivier Babinet            | Belgique               |
| Harmonix              | Dance Central Intro            | Rob Valley et Dan Sumich   | Royaume-Uni            |
| Lapin crétin          | E3                             | Akama Studio               | France                 |
| MAIF                  | Fauteuil                       | Joris Clerté               | France                 |
| N.E.mation! 5         | A Small Action Goes a Long Way | Joshua Ngiam et Ellery Ng  | Singapour              |
| Nickelodeon           | The Netherlands et France      | Stefan Schomerus           | Allemagne              |
| Nike                  | A Better World                 | Tom Brown et Daniel Gray   | Royaume-Uni États-Unis |
| Nissan Teana          | -                              | Amir Mohammad Dehestani    | Iran                   |
| Nokia                 | Dot                            | Will Studd et Ed Patterson | Royaume-Uni            |
| Planters              | Holiday Party                  | Mark Gustafson             | États-Unis             |
| Lapin crétin          | 2010 Winter Games              | Supamonks                  | France                 |
| Robin Hood Foundation | Title Sequence                 | Gianluigi Toccafondo       | États-Unis             |
| Surfrider Foundation  | Rise Above Plastics            | Aaron Sorenson             | États-Unis             |
| YMCA                  | Where Did Community Go?        | Isaac King                 | Canada                 |

### Vidéoclips
| Chanson             | Artiste                       | Réalisation                 | Pays        |
| ------------------- | ----------------------------- | --------------------------- | ----------- |
| Christmas           | Amazarashi                    | Masaki Yokobe               | Japon       |
| Lose this Child     | Eatliz                        | Yuval et Merav Nathan       | Israël      |
| The City            | Five Years Older              | Dirk Koy                    | Suisse      |
| December Song       | George Michael                | Mie                         | Royaume-Uni |
| Monsieur William    | Léo Ferré                     | Patricia Stroud             | France      |
| Sometimes the Stars | The Audreys                   | Ari Gibson et Jason Pamment | Australie   |
| I Own You           | Wax Tailor et Charlie Winston | Romain Chassaing            | France      |

### Films de fin d'études
- Ah de Lee Sung-hwan ( Corée du Sud)
- Aleksandr de Rémy Dereux, Maxime Hibon, Juliette Klauser, Raphaëlle Ranson et Louise Seynhaeve ( France)
- Animal Kingdom de Nils Hedinger ( Suisse)
- Aww Jeez de Michael Greaney ( Australie)
- Bach de Anton Dyakov ( Russie)
- Baka!! de Immanuel Wagner ( Suisse)
- Balatar Az Abrhaye Khakestary de Sare Shafipour ( Iran)
- Blik de Bastiaan Schravendeel ( Pays-Bas)
- Bridge de Dina Velikovskaya ( Russie)
- Captain Awesome: the Rumble in the Concrete Jungle d'Ercan Bozdogan et Mikkel Aabenhuus Sørensen ( Danemark)
- Collision de Sarah Eddowes ( Australie)
- Condamné à vie de Vincent Carrétey et Hannah Letaïf ( Belgique)
- De Volgende de Barbara Raedschelders ( Belgique)
- Die Kiste de Kyra Buschor ( Allemagne)
- Drug Detstva de Yulia Postavskaya ( Russie)
- Elnézést de Kati Bessenyei ( Hongrie)
- Elu Kilukarbis de Stella Salumaa ( Estonie)
- Eros de Pei-wen Lee ( Taïwan)
- Feestnummer de Danne Bakker ( Danemark)
- Fischmädchen de Julia Maria Imhoof ( Suisse)
- Flocons et carottes de Samantha Leriche-Gionet ( Canada)
- Fluffy Mc Cloud de Conor Finnegan ( Irlande)
- Graffitiger de Libor Pixa ( République tchèque)
- Heavy Heads de Helena Frank ( Danemark)
- Heimatland de Fabio Friedli, Marius Portmann, Andrea Schneider et Loretta Arnold ( Suisse)
- Hinterland de Jakob Weyde et Jost Althoff ( Allemagne)
- Kielitiettyni de Elli Vuorinen ( Finlande)
- Kuka Kehtaa? de Sanni Lahtinen ( Finlande)
- La Nuit de l'Ours d'Alexis Fradier, Julien Regnard et Pascal Giraud ( Belgique)
- Laszlo de Nicolas Lemée ( France)
- Les Arbres naissent sous terre de Sarah et Manon Brûlé ( Belgique)
- Line de Park Hyeong-ik et Yoon Hong-ran ( Corée du Sud)
- Loom d'Ilija Brunck, Jan Bitzer et Csaba Letay ( Allemagne)
- M'échapper de son regard de Chen Chen ( France)
- Mighty Antlers de Sune Reinhardt ( Danemark)
- Oh Happy Day de Justyna Krzyzaniak ( Allemagne)
- On the Water's Edge de Tommaso De Sanctis ( Royaume-Uni)
- Out on the Tiles de Anna Pearson ( Royaume-Uni)
- Pimple de Tsung-min Huang ( Taïwan)
- Plato de Léonard Cohen ( France)
- Rame Dames de Étienne Guiol ( France)
- Rendez-vous de Titouan Bordeau ( France)
- Serenade de Lee Han-bit ( Corée du Sud)
- Setkání de Sangeun Won ( République tchèque)
- Sword Stained with Plum Blossom de Xiaoyuan Bu ( Chine)
- Télégraphics de Antoine Delacharlery, Lena Schneider, Léopold Parent et Thomas Thibault ( France)
- The Eagleman Stag de Mikey Please ( Royaume-Uni)
- The Scarf de Carla Veldman ( Canada)
- The Stone that Went in Circles de David Barlow-Krelina ( Canada)
- Thursday de Matthias Hoegg ( Royaume-Uni)
- Trois petits points de Lucrèce Andreae, Alice Dieudonné, Tracy Nowocien, Florian Parrot, Ophélie Prioul et Rémy Schaepman ( France)
- Változás de Virág Kiss ( Hongrie)
- Venus de Tor Fruergaard ( Danemark)
- Voed Mij de Niels Dekker ( Pays-Bas)
- Voyage au champ de tournesols d'Alexandre Siqueira ( France)
- Walkman de Nora Juncker ( Belgique)
- Weiss Kein Weiss d'Anna Bergmann ( Allemagne)
- XICHT de Cornelius M. Heinzer ( Suisse)
- Zaliger de Nina Gantz ( Pays-Bas)

## Palmarès

### Courts métrages
| Prix                                        | Attribué à                        | Pays                                  |
| ------------------------------------------- | --------------------------------- | ------------------------------------- |
| Cristal d'Annecy                            | Pixel de Patrick Jean             | France                                |
| Prix spécial du jury                        | Big Bang Big Boom de Blu          | Italie                                |
| Prix Jean-Luc Xiberras de la première œuvre | Świteź de Kamil Polak             | Pologne France Canada Suisse Danemark |
| Mention spéciale                            | Paths of Hate de Damien Nenow     | Pologne                               |
| Prix Sacem de la musique originale          | Maska de Timothy et Stephen Quay  | Pologne                               |
| Prix du jury junior                         | A Morning Stroll de Grant Orchard | Royaume-Uni                           |
| Prix du public                              | Luminaris de Juan Pablo Zaramella | Argentine                             |

### Longs métrages
| Prix                    | Attribué à                                           | Pays   |
| ----------------------- | ---------------------------------------------------- | ------ |
| Cristal du long métrage | Le Chat du Rabbin de Joann Sfar et Antoine Delesvaux | France |
| Mention spéciale        | Colorful de Keiichi Hara                             | Japon  |
| Prix du public          | Colorful de Keiichi Hara                             | Japon  |

### Films de télévision et de commande
| Prix                                                | Attribué à                                                               | Pays                   |
| --------------------------------------------------- | ------------------------------------------------------------------------ | ---------------------- |
| Cristal pour une production TV                      | Le Monde incroyable de Gumball - La Quête de Mic Graves et Ben Bocquelet | France Royaume-Uni     |
| Pris spécial                                        | Le Petit Nicolas - À la récré on se bat de Arnaud Bouron                 | France Luxembourg Inde |
| Prix pour un spécial TV                             | Das Bild der Prinzessin de Johannes Weiland et Klaus Morschheuser        | Allemagne              |
| Prix du film éducatif, scientifique ou d'entreprise | Comment nourrir tout le monde ? de Denis Van Waerebeke                   | France                 |
| Prix du film publicitaire ou promotionnel           | Royaume du gnagnagna pour Canal J de Olivier Jeannel                     | France                 |
| Prix du meilleur vidéoclip                          | Wax Tailor et Charlie Winston, I Own You de Romain Chassaing             | France                 |

### Films de fin d'études
| Prix                                  | Attribué à | Pays        |
| ------------------------------------- | --- | ----------- |
| Prix du meilleur film de fin d'études | Plato de Léonard Cohen | France      |
| Prix spécial du jury                  | Trois petits points de Lucrèce Andreae, Alice Dieudonné, Tracy Nowocien, Florian Parrot, Ornélie Prioul et Rémy Schaepman | France      |
| Mention spéciale                      | The Eagleman Stag de Mikey Please                                                                                         | Royaume-Uni |
| Prix du jury junior                   | Plato de Léonard Cohen | France      |

### Autres prix
| Prix                           | Attribué à                                                        | Pays      |
| ------------------------------ | ----------------------------------------------------------------- | --------- |
| Prix Unicef                    | L'Apprenti Père Noël de Luc Vinciguerra                           | France    |
| Prix Fipresci                  | Luminaris de Juan Pablo Zaramella                                 | Argentine |
| Prix Canal+ aide à la création | Chroniques de la poisse de Osman Cerfon                           | France    |
| Prix Fnac                      | Chico et Rita de Fernando Trueba, Javier Mariscal et Tono Errando | Espagne   |
| Prix Youtube                   | Sidewalk Scribble de Peter Lowey                                  | Australie |